# Iron Man 3
Iron Man 3 este un film american cu supereroi din anul 2013, bazat pe personajul din Marvel Comics Iron Man, produs de Marvel Studios și distribuit de Walt Disney Studios Motion Pictures. 
Filmul este un sequel al celui din anul 2008 Iron Man și celui din anul 2010 Iron Man 2., fiind al treilea și ultimul din trilogia Iron Man, precum și al șaptelea din Marvel Cinematic Universe (MCU). Filmul marchează începutul  Fazei 2 a MCU.  
Shane Black a regizat filmul după un scenariu pe care l-a co-scris împreună cu Drew Pearce și care utilizează concepte din povestea "Extremis" de Warren Ellis. În rolurile principale sunt Robert Downey, Jr., Gwyneth Paltrow, Don Cheadle, Guy Pearce, Rebecca Hall, Stephanie Szostak, James Badge Dale, Jon Favreau și Ben Kingsley.

## Acțiune
La petrecerea de Revelion din anul 1999, Tony Stark se întâlnește cu omul de știință Maya Hansen, inventatorul tratamentului experimental de regenerare numit Extremis, care permite recuperarea de la leziuni criminale. Omul de știință Aldrich Killian le oferă un loc în cadrul companiei sale Advanced Mechanics of Idea (AIM), dar Stark îl respinge.
În anul 2012 (la cateva luni după evenimentele din Răzbunătorii) Stark are atacuri de panică din cauza experiențelor sale în timpul invaziei extraterestre și a bătăliei din New York. Neodihnindu-se de loc, el a construit zeci de costume Iron Man, creând rupturi în relația cu prietena sa, Pepper Potts.
Un șir de atentate din partea unui terorist cunoscut sub numele de Mandarin a lăsat agențiile de informații uimite de lipsa dovezilor medico-legale. Șeful securității lui Stark, Happy Hogan, este grav rănit într-un atac din partea Mandarinului, făcându-l astfel pe Stark să lanseze o amenințare la adresa sa în fața televiziunii. Ca răspuns, Mandarinul îi distruge casa lui Stark cu elicoptere de război. Hansen, care a venit să-l avertizeze pe Stark, supraviețuiește atacului împreună cu Pepper. Stark scapă într-un costum de Iron Man, pe care inteligența sa artificială J.A.R.V.I.S. îl pilotează pană în zona rurală Tennessee, în urma unui plan de zbor de la ancheta lui Stark asupra Mandarinului. Armura experimentală a lui Stark nu dispune de suficientă putere pentru a se întoarce în California, iar lumea îl consideră mort.
Împreună cu Harley, un băiat inteligent de 10 ani, Stark investighează rămășițele unei explozii locale care poartă amprentele unui atac al Mandarinului. El descoperă că "bombardamentele" au fost declanșate de soldații supuși la Extremis, ale căror organisme au respins în mod exploziv tratamentul. Aceste explozii au fost atribuite în mod fals unui complot terorist pentru a acoperi defectele lui Extremis. Stark ia partea la putere oferită de Extremis pentru prima dată când agenții Mandarinului, Brandt și Savin, îl atacă. Între timp, Killian le răpește pe Pepper și Hansen. Agențiile americane de informații continuă să caute locația Mandarinului, în timp ce James Rhodes - fostul ajutor al lui Iron Man cunoscut sub numele de War Machine, acum redenumit Iron Patriot - este ademenit într-o capcană pentru a i se fura armura.
Cu ajutorul lui Harley, Stark îl găsește pe Mandarin în Miami și se infiltrează în sediul central folosind arme improvizate. În interior, el descoperă că Mandarinul este de fapt un actor englez numit Trevor Slattery, căruia nu-i pasă de acțiunile sale făcute în timp ce își juca rolul de terorist. Killian, care a preluat cercetarea despre Extremis a lui Hanse ca pe un remediu pentru propriile sale dizabilităși și a extins programul pentru a include veterani răniți în război, dezvăluie că el este adevăratul Mandarin și creierul din spatele faptelor lui Slattery. După ce îl capturează pe Stark, Killian îi dezvăluie că a supus-o Pepper la Extremis, în speranța că Stark va ajuta la remedierea defectelor lui Extremis în timp ce încearcă să o salveze. Killian o ucide pe Hansen când aceasta încearcă să-l elibereze pe Stark și să-l oprească.
Stark scapă și se reunește cu Rhodes, descoperind că Killian intenționează să-l atace pe președintele Ellis aflat la bordul Air Force One. Stark salvează câțiva pasageri și membrii ai echipajului, dar nu îl poate opri pe Killian să îl răpească pe Ellis și să distrugă Air Force One. Stark și Rhodes îl găsesc pe Killian într-un tanc petrolier distrus, unde Killian intenționează să-l ucidă pe Ellis la televiziune live. Vicepreședintele va deveni atunci liderul țării, dar în secret va fi doar păpușa lui Killian, urmând ordinele acestuia în schimbul vindecării handicapul fiicei sale cu Extremis.
Pe platformă, Stark merge să-o salveze pe Pepper, în timp ce Rhodes îl salvează pe președinte. Stark își cheamă toate costumele ce Iron Man, controlate de la distanță de J.A.R.V.I.S., pentru a oferi suport aerian. Rhodes îl duce pe președinte în siguranță, în timp ce Stark descoperă că Pepper a supraviețuit procedurii Extremis. Cu toate acestea, înainte ca el să o salveze, o platformă se prăbușește în jurul lor și ea cade, aparent murind. Stark îl confruntă pe Killian și îl prinde într-un costum de Iron Man care se autodistruge, dar acest lucru nu reușește să-l omoare. Atunci Pepper, ale cărei puteri Extremis i-au permis să supraviețuiască căderii, intervine și îl omoară ea pe Killian.
Tony îi ordonă J.A.R.V.I.S. să autodistrugă fiecare costum de Iron Man ca semn al devotamentului său față de Pepper, în timp ce vicepreședintele și Slattery sunt arestați. Cu ajutorul lui Tony, efectele Extremis ale lui Pepper sunt stabilizate, iar Stark promite să-și lase viața în calitate de Iron Man în spate, supunandu-se unei intervenții chirurgicale pentru a îndepărta șrapnelul încorporat lângă inima lui și aruncând reactorul arc învechit în mare. La final Tony spune că, chiar și fără tehnologie, el va fi întotdeauna Iron Man.
Într-o scenă după credite, Tony îi povestește lui Bruce Banner evenimentele întamplate. Totuși, acesta se plictisește rapid și adoarme.

## Premii și nominalizări
| Premii                                          | Premii            | Premii                                                                     | Premii | Premii       | Premii        |
| Premiu                                          | Data ceremoniei   | Categorie                                                                  | Recipient | Rezultat     | Ref.          |
| ----------------------------------------------- | ----------------- | -------------------------------------------------------------------------- | --- | ------------ | ------------- |
| Golden Trailer Awards                           | 5 mai 2013        | Best in Show                                                               | Iron Man 3 "Not Afraid"                                                                                      | Câștigat     | [ 11 ]        |
| Golden Trailer Awards                           | 5 mai 2013        | Summer 2013 Blockbuster Trailer                                            | Iron Man 3 "Not Afraid"                                                                                      | Câștigat     | [ 11 ]        |
| Golden Trailer Awards                           | 5 mai 2013        | Best Action                                                                | Iron Man 3 "Not Afraid"                                                                                      | Nominalizare | [ 11 ]        |
| Golden Trailer Awards                           | 5 mai 2013        | Best Sound Editing                                                         | Iron Man 3 "Not Afraid"                                                                                      | Nominalizare | [ 11 ]        |
| Golden Trailer Awards                           | 5 mai 2013        | Best Summer Blockbuster 2013 TV Spot                                       | Iron Man 3 "Escape"                                                                                          | Nominalizare | [ 11 ]        |
| BMI Film & TV Awards                            | 15 mai 2013       | Film Music                                                                 | Brian Tyler                                                                                                  | Câștigat     | [ 12 ]        |
| Teen Choice Awards                              | 11 august 2013    | Choice Movie: Action                                                       | Iron Man 3                                                                                                   | Câștigat     | [ 13 ] [ 14 ] |
| Teen Choice Awards                              | 11 august 2013    | Choice Movie Actor: Action                                                 | Robert Downey, Jr.                                                                                           | Câștigat     | [ 13 ] [ 14 ] |
| Teen Choice Awards                              | 11 august 2013    | Choice Movie Actress: Action                                               | Gwyneth Paltrow                                                                                              | Nominalizare | [ 13 ] [ 14 ] |
| Teen Choice Awards                              | 11 august 2013    | Choice Movie: Sci-Fi/Fantasy                                               | Iron Man 3                                                                                                   | Nominalizare | [ 13 ] [ 14 ] |
| Teen Choice Awards                              | 11 august 2013    | Choice Movie Actor: Sci-Fi/Fantasy                                         | Robert Downey, Jr.                                                                                           | Nominalizare | [ 13 ] [ 14 ] |
| Teen Choice Awards                              | 11 august 2013    | Choice Movie Actress: Sci-Fi/Fantasy                                       | Gwyneth Paltrow                                                                                              | Nominalizare | [ 13 ] [ 14 ] |
| Teen Choice Awards                              | 11 august 2013    | Choice Movie: Villain                                                      | Ben Kingsley                                                                                                 | Nominalizare | [ 13 ] [ 14 ] |
| Teen Choice Awards                              | 11 august 2013    | Choice Movie: Chemistry                                                    | Don Cheadle și Robert Downey, Jr.                                                                            | Nominalizare | [ 13 ] [ 14 ] |
| People's Choice Awards                          | 8 ianuarie 2014   | Favorite Movie                                                             | Iron Man 3                                                                                                   | Câștigat     | [ 15 ]        |
| People's Choice Awards                          | 8 ianuarie 2014   | Favorite Movie Actor                                                       | Robert Downey, Jr.                                                                                           | Nominalizare | [ 15 ]        |
| People's Choice Awards                          | 8 ianuarie 2014   | Favorite Movie Actress                                                     | Gwyneth Paltrow                                                                                              | Nominalizare | [ 15 ]        |
| People's Choice Awards                          | 8 ianuarie 2014   | Favorite Movie Duo                                                         | Robert Downey, Jr. și Gwyneth Paltrow                                                                        | Nominalizare | [ 15 ]        |
| People's Choice Awards                          | 8 ianuarie 2014   | Favorite Action Movie                                                      | Iron Man 3                                                                                                   | Câștigat     | [ 15 ]        |
| People's Choice Awards                          | 8 ianuarie 2014   | Favorite Action Movie Star                                                 | Robert Downey, Jr.                                                                                           | Câștigat     | [ 15 ]        |
| Golden Tomato Awards                            | 9 ianuarie 2014   | Best Comic Book Film                                                       | | Câștigat     | [ 16 ]        |
| Critics' Choice Movie Awards                    | 16 ianuarie 2014  | Best Visual Effects                                                        | | Nominalizare | [ 17 ]        |
| Critics' Choice Movie Awards                    | 16 ianuarie 2014  | Best Action Film                                                           | | Nominalizare | [ 17 ]        |
| Critics' Choice Movie Awards                    | 16 ianuarie 2014  | Best Actor in an Action Movie                                              | Robert Downey Jr.                                                                                            | Nominalizare | [ 17 ]        |
| Critics' Choice Movie Awards                    | 16 ianuarie 2014  | Best Actress in an Action Movie                                            | Gwyneth Paltrow                                                                                              | Nominalizare | [ 17 ]        |
| Visual Effects Society Awards                   | 12 februarie 2014 | Outstanding Visual Effects in an Effects Driven Feature Motion Picture     | Christopher Townsend, Mark Soper, Guy Williams and Bryan Grill                                               | Nominalizare | [ 18 ]        |
| Visual Effects Society Awards                   | 12 februarie 2014 | Outstanding Created Environment in a Live Action Feature Motion Picture    | John Stevenson‐Galvin, Greg Notzelman, Paul Harris and Justin Stockton (for Shipyard)                        | Nominalizare | [ 18 ]        |
| Visual Effects Society Awards                   | 12 februarie 2014 | Outstanding Virtual Cinematography in a Live Action Feature Motion Picture | Mark Smith, Aaron Gilman, Thelvin Cabezas and Gerardo Ramirez                                                | Nominalizare | [ 18 ]        |
| Visual Effects Society Awards                   | 12 februarie 2014 | Outstanding Compositing in a Feature Motion Picture                        | Michael Maloney, Francis Puthanangadi,Justin Van Der Lek, Howard Cabalfin (for Barrel of Monkeys sequence)   | Nominalizare | [ 18 ]        |
| Visual Effects Society Awards                   | 12 februarie 2014 | Outstanding Compositing in a Feature Motion Picture                        | Darren Poe, Stefano Trivelli, Josiah Howison and Zach Zaubi (for House Attack sequence)                      | Nominalizare | [ 18 ]        |
| Motion Picture Sound Editors Golden Reel Awards | 16 februarie 2014 | Best Sound Editing: Sound Effects & Foley in a Feature Film                | Mark Stoeckinger, Andrew DeCristofaro                                                                        | Nominalizare | [ 19 ] [ 20 ] |
| Cinema Audio Society                            | 22 februarie 2014 | Outstanding Achievement in Sound Mixing - Motion Picture - Live Action     | Jose Antonio Garcia, Michael Prestwood Smith, Michael Keller, Joel Iwataki, Gregory Steele and James Ashwill | Nominalizare | [ 21 ]        |
| Awards Circuit Community Awards                 | 28 februarie 2014 | Best Visual Effects                                                        | Christopher Townsend, Guy Williams, Erik Nash and Dan Sudick                                                 | Nominalizare | [ 22 ]        |
| Premiile Oscar                                  | 2 martie 2014     | Best Visual Effects                                                        | Christopher Townsend, Guy Williams, Erik Nash and Dan Sudick                                                 | Nominalizare | [ 23 ]        |
| Kids' Choice Awards                             | 29 martie 2014    | Favorite Movie                                                             | Iron Man 3                                                                                                   | Nominalizare | [ 24 ] [ 25 ] |
| Kids' Choice Awards                             | 29 martie 2014    | Favorite Male Buttkicker                                                   | Robert Downey, Jr.                                                                                           | Câștigat     | [ 24 ] [ 25 ] |
| Kids' Choice Awards                             | 29 martie 2014    | Favorite Movie Actor                                                       | Robert Downey, Jr.                                                                                           | Nominalizare | [ 24 ] [ 25 ] |
| Location Managers Guild of America              | 29 martie 2014    | Outstanding Achievement by a Location Professional – Feature Film          | Ilt Jones | Câștigat     | [ 26 ] [ 27 ] |
| Premiile Saturn                                 | 26 iunie 2014     | Best Comic-to-Film Motion Picture                                          | Iron Man 3                                                                                                   | Câștigat     | [ 28 ]        |
| Premiile Saturn                                 | 26 iunie 2014     | Best Actor                                                                 | Robert Downey, Jr.                                                                                           | Câștigat     | [ 28 ]        |
| Premiile Saturn                                 | 26 iunie 2014     | Best Supporting Actor                                                      | Ben Kingsley                                                                                                 | Câștigat     | [ 28 ]        |
| Premiile Saturn                                 | 26 iunie 2014     | Best Performance by a Younger Actor                                        | Ty Simpkins                                                                                                  | Nominalizare | [ 28 ]        |
| Premiile Saturn                                 | 26 iunie 2014     | Best Music                                                                 | Brian Tyler                                                                                                  | Nominalizare | [ 28 ]        |